# Cross Creek
Cross Creek (Brasil: Retratos de uma Realidade) é um filme norte-americano de 1983, do gênero drama biográfico, dirigido por Martin Ritt com roteiro de Dalene Young baseado no romance autobiográfico de Marjorie Kinnan Rawlings.